# ترانس (موسيقى)
موسيقى الترانس (بالإنجليزية: Trance music)‏ هي نوع من موسيقى الرقص الإلكترونية التي عُرفت وتطورت في أوائل تسعينات القرن العشرين في ألمانيا. تعرف موسيقى الترانس بإيقاعها العالي نسبيًا الذي يتمحور غالبًا بين 125 و150 ضربة في الدقيقة.
تعد موسيقى الترانس نوع بحد ذاته ولكنها تحتوي على أشكال أخرى من الموسيقى الإلكترونيّة من بينها التيكنو، الهاوس، البوب، الموسيقى الكلاسيكية، والتشيل.

## الأصل
ظهرت موسيقى الترانس لأول مرّة في أوائل التسعينات بمدينة فرانكفورت الألمانية إلاّ أنهأ عرفت شعبية كبيرة في هولندا.
تعزف موسيقى الترانس في الغالب في حفلات صاخبة تقام بأماكن بعيدة عن المناطق العمرانية.
يعتبر أرمين فان بيورن، تييستو، بول فان ديك، وديد ماوس من أبرز الوجوه في عالم موسيقى الترانس.